# میشل مایور
میشل مایور (متولد ۱۲ ژانویه ۱۹۴۲، لوزان) یک اخترشناس سوئیسی و استاد برجسته دانشگاه نجوم دانشگاه ژنو است. او به‌طور رسمی در سال ۲۰۰۷ بازنشسته شد، اما همچنان به عنوان یک محقق در رصدخانه ژنو فعال است. او برنده جایزه بین‌المللی ویکتور امبارسومیان ۲۰۱۰ و برنده جایزهٔ کیوتو ۲۰۱۵ و جایزه نوبل فیزیک ۲۰۱۹ است.
وی همراه با دیدیه کلاز در سال ۱۹۹۵ سیارهٔ فراخورشیدی 51 Pegasi b، اولین سیارهٔ فراخورشیدی در اطراف یک ستاره خورشید مانند (رشتهٔ اصلی)، ۵۱ پگاسوس را کشف کرد. وی برای این کشف موفق به دریافت جایزه نوبل فیزیک در سال ۲۰۱۹ گردید.
پس از کسب مدرک کارشناسی ارشد در فیزیک در دانشگاه لوزان در سال ۱۹۶۶ در سال ۱۹۷۱ دکترای خود را در نجوم در رصدخانه ژنو دریافت کرد. پایان‌نامه او شامل «مقاله در خواص سینماتیک ستاره در مجاورت خورشید: رابطه احتمالی با ساختار مارپیچی کهکشانی».
او به‌طور مختصر در مؤسسه نجوم دانشگاه کمبریج مطالعه کرده و فرصت‌های مطالعاتی را در رصدخانهٔ جنوبی اروپا (ESO) در شیلی و در مؤسسه نجوم دانشگاه هاوایی گذرانده است.

## موقعیت‌های علمی
از سال ۱۹۷۱ تا ۸۴، مایور به عنوان یک پژوهشگر در رصدخانه ژنو مشغول به کار بوده است که پس از مدتی به بخش نجوم دانشگاه ژنو تبدیل شد. او در سال ۱۹۸۴ پروفسور دانشگاه شد. در سال ۱۹۸۸، دانشگاه او را پروفسور کامل (استاد تمام) دانست، موقعیتی که او تا زمان بازنشستگی اش در سال ۲۰۰۷ در اختیار داشت. مایور از سال ۱۹۹۸ تا ۲۰۰۴ مدیر رصدخانه ژنو بود. او از سال ۲۰۰۷ از دانشگاه ژنو به صورت رسمی بازشنسته شده است ولی کماکان به صورت افتخاری سالانه در تعدادی از کنفرانس‌ها و همایش‌های مرتبط با موضوع نجوم و سیارات فراخورشیدی شرکت می‌کند.

## پژوهش
علایق پژوهشی مایور عبارتند از سیارات فراخورشیدی (که همچنین به عنوان غیرخورشیدی شناخته می‌شود)، ابزار دقیق در نجوم رصدی، خواص آماری ستاره‌های دوگانه، دینامیک خوشه‌های کروی، ساختار و سینماتیک کهکشانی.
پایان‌نامه دکترای خود را در دانشگاه ژنو به جستجوی شواهد ساختار مارپیچی در کهکشان راه شیری در توزیع سرعت ستارگان نزدیک خورشید اختصاص داده شد. داده‌های کینماتیک در آن زمان کمیاب بود و به ویژه دستیابی به " سرعت شعاعی " ستاره‌ها یک روند طولانی و پیچیده بود. پس از اتمام پایان‌نامه، مایور تصمیم گرفت تا یک طیف‌سنج ویژه، CORAVEL، برای اندازه‌گیری سرعت شعاعی ستاره ای ایجاد کند. وی گفت: "این شروع علاقه من به سینماتیک ستارگان بود،" طبق اطلاعات موجود در برنامه درسی وی،
این تحقیق به علایق مختلفی از جمله مطالعه ویژگی‌های آماری ستاره‌های دوتایی خورشید-مانند منجر شد. با آنتونی دووکنوی، پژوهشگر دیگر، او یک پیمایش رصدی از همتایان کوچک ستاره‌های مشابه خورشید را انجام داد، و نتایج را در یکی از مقالات مطرح شده توسط نجوم و استروفی فیزیک در طول ۴۰ سال اول خود منتشر کرد. مایور و Duquennoy سپس کشف کردند که جرم برخی از این همدم‌ها می‌تواند زیر-ستاره (جرم کم نر از ستاره) باشد.
تکامل فناوری اجازه توسعه یک طیف‌سنج جدید، ELODIE، ساخته شده در رصدخانه Haute-Provence در جنوب فرانسه است. مایور و Didier Queloz، دانشجوی کارشناسی ارشد دانشگاه ژنو، در سال ۱۹۹۴ شروع به استفاده از این ابزار کردند تا ۱۴۰ ستاره شبیه به خورشید را بعد از شب در نظر بگیرند. این مطالعه به منظور کشف " کوتوله‌های قهوه ای " و همچنین سیارات غول پیکر هدف قرار گرفت.
در پایان سال ۱۹۹۴، این دو اشاره کردند که ستاره 51 Pegasi نشان دهنده تغییرات دوره ای یا حرکتی است که می‌تواند ناشی از مدار سیاره ای کوچکتر از مشتری باشد. به طرز قابل توجهی، دوره مداری به نظر می‌رسد که تنها ۴٫۲ روز باشد، که با آنچه احتمالاً از لحاظ نظری امکان‌پذیر است، مخالف است. با این حال، داده‌های بیشتر اجازه می‌دهد مایور و Queloz اعلام کشف اولین سیارهٔ فراخورشیدی در حال چرخش به دور ستاره‌ای خورشید-مانند در ۶ اکتبر ۱۹۹۵ را منتشر کردند.
بنابراین یک زمینه جدید تحقیق در نجوم آغاز شد. در اوایل ماه اوت ۲۰۱۱، محققان سراسر جهان بیش از ۶۸۰ سیارهٔ فراخورشیدی را کشف کرده‌اند، که بسیاری از آنها بزرگ به اصطلاح «مشتری‌های داغ»، سیاره‌های گازی است که بسیار از اندازه زمین بزرگترند. مایور و همکارانش حدود ۲۰۰ سیاره را در طی سالهای بعد شناسایی کرده‌اند. با این حال، تیم او تحقیقات خود را بر روی سیارات کوچکتر، «فوق‌العاده زمین»، نزدیک تر به جرم به زمین متمرکز شده است. در سال ۲۰۰۳، آخرین ابزار جستجوی سیاره خود، جستجوگر سیاره سرعت شعاعی با دقت بالایی (HARPS)، در تلسکوپ اروپایی جنوبی (ESO) در رصدخانه لاسیا در شیلی، به صورت دقیق تر اندازه‌گیری سرعت شعاعی را انجام داد.
در سال ۲۰۰۷، مایور یکی از ۱۱ دانشمند اروپایی بود که گلیز ۵۸۱ سی، اولین سیاره اضافی در ناحیه ساحلی ستاره، از تلسکوپ ESO کشف کرد.
در سال ۲۰۰۹، مایور و تیم او کشف کردند که سبکترین اجسام پنهانی که در اطراف یک ستاره اصلی ستاره، Gliese 581 e یافت می‌شوند.
تا اکتبر ۲۰۱۱، شهردار بیش از ۷۰۰ نشریه علمی را به همکاری خود اختصاص داده است. از سال ۱۹۸۹ تا ۹۲ او در تحقیقات علمی در ESO مشغول به فعالیت بود، از سال ۱۹۸۸ تا ۱۹۹۱ او در مطالعه ساختار کهکشانی با اتحادیه بین‌المللی نجوم کار کرد. از سال ۱۹۹۰ تا ۱۹۹۳ او رئیس انجمن سوئدی Astrophysics و نجوم بود.
در سال ۲۰۱۱، مایور در اولین جشنواره Starmus در جزایر قناری سخنرانی کرد، «سیارات فراخورشیدی در کهکشان». بحث او در کتاب Starmus منتشر شد : ۵۰ سال انسان در فضا.
در ماه اوت سال ۱۹۹۸، مایور جایزه سوئیس مارسل بنوئیست را به رسمیت شناختن کار او و اهمیت آن برای زندگی انسان اهدا کرد. در سال ۲۰۰۳، او عضو هیئت امنا بود. او دریافت جایزه ژول جانسن از Societe اطلاعات astronomique فرانسه (فرانسه انجمن نجوم) در سال ۱۹۹۸.
در سال ۲۰۰۰، او جایزه بالزان را دریافت کرد. چهار سال بعد، مدال آلبرت اینشتین اهدا شد. در سال ۲۰۰۵، او جایزه شاو در نجوم را دریافت کرد، همراه با جورفری مارسی، استروان فیزیکدان آمریکایی. شهردار در سال ۲۰۰۴ یک قاتل لژیون فرانسوی فرانسوی بود.
در همکاری با پیر ایو فری، او کتاب فرانسه را به نام Les Nouveaux Mondes du Cosmos (Seuil، ۲۶۰ صفحه) نوشت و جایزه Livre de l'Astronomie 2001 توسط هفدهمین جشنواره نجوم Haute Maurienne (فرانسه) اهدا شد.
وی دارای مدرک دکتری افتخاری از هشت دانشگاه است: دانشگاه کاتولیک لون (بلژیک)، ۲۰۰۱؛ موسسه فناوری فدرال سوئیس سوئیس در لوزان (EPFL) (2002)؛ دانشگاه فدرال ریو گراند دو نورت (برزیل)، ۲۰۰۶؛ دانشگاه اوپسالا (سوئد)، ۲۰۰۷؛ رصدخانه پاریس (فرانسه)، ۲۰۰۸؛ دانشگاه آزاد بروکسل (بلژیک)، ۲۰۰۹؛ دانشگاه پروونس (مارسی، فرانسه)، ۲۰۱۱، Université Joseph Fourier (گرنوبل، فرانسه)، ۲۰۱۴.
وی مرزهای بنیاد بنیاد برنامهٔ علوم پایه ۲۰۱۱ (همراه با دانشجوی سابق وی، دییدیا کولوز) را برای توسعه ابزارهای نجومی جدید و تکنیک‌های تجربی دریافت کرده است که منجر به اولین مشاهدات سیارات در اطراف ستارگان خورشیدی شد.
در سال ۲۰۱۵، مدال طلای انجمن سلطنتی نجوم اعطا شد. در سال ۲۰۱۷ او جایزه گرگ در فیزیک را دریافت خواهد کرد.

## مشارکت در انجمن‌های حرفه ای
- ناشر و سازنده نه دوره پیشرفته ساس فای سوئیس انجمن استروفی فیزیک و نجوم
- عضو هیئت تحریریه Europhysics News، ۱۹۸۵–۹۰
- نماینده سوئیس برای گروه کاری نجوم آژانس فضایی اروپا (ESA)، ۱۹۸۵–۸۷
- رئیس کمیته بین‌المللی نجوم (IAU) 33 در "ساختار و پویایی سیستم کهکشانی، ۱۹۸۸–۹۱
- رئیس کمیته فنی علمی رصدخانه جنوبی اروپا، ۱۹۹۰–۹۲
- رئیس انجمن جامعه‌شناسی فیزیک و نجوم سوئیس (SSAA)، ۱۹۹۰–۱۹۹۳
- عضو کمیته برگزاری کمیته IAU Bioastronomy، ۱۹۹۷–۲۰۰۳
- نماینده سوئیس در شورای نظارت بر جنوب اروپا (ESO)، ۲۰۰۳–۰۷
- رئیس کمیته IAU سیارات خورشیدی خورشیدی، ۲۰۰۶–۰۹
- عضو آکادمی علوم اروپا، ۲۰۰۴
- همکار خارجی آکادمی علوم فرانسه (Académie des sciences)، ۲۰۰۳
- عضو افتخار انجمن سلطنتی نجوم (انگلستان)، ۲۰۰۸
- عضو خارجی آکادمی ملی علوم (ایالات متحده)، ۲۰۱۰
- عضو خارجی آکادمی هنر و علوم آمریکایی، ۲۰۱۰